# 사뵬롭스카야역 (볼샤야 콜체바야 선)
사뵬롭스카야역(러시아어: Савёловская)은 모스크바 지하철 볼샤야 콜체바야 선의 종착역이다. 2018년 12월 30일에 개장하였다.
역명은 건설 중, 이 역이 위치한 거리를 따라 "니즈냐야 마슬롭카"(러시아어: Нижняя Масловка)라고 명명되었다. 개통 전, 다른 노선의 연결된 역과 일치하도록 이름을 바꾸었다.

## 역사
이 역의 건설은 2012년에 시작되었다. 시는 당초 2016년까지 역이 완성될 것으로 예상했다. 이는 이후 2017년으로 연기되어 결국 2018년 말에 개통되었다. 이러한 깊은 역사들을 건설하는 시간과 공사의 어려움으로 인하여 2년 반 지연 개통된 만큼 모스크바에 건설된 마지막 깊은 역사로 남을 것이다.

## 지리
모스크바 사뵬롭스키 역 인근 모스크바 마리나 로샤 구역의 부티르스카야 거리와 노보슬로보드스카야 거리에 있다.

## 디자인
사뵬롭스카야 역의 벽은 판넬이나 콘크리트로 덮여 있지 않고, 이용객들이 터널의 구조를 볼 수 있도록 유리로 덮여 있다. 역사 내부와 플랫폼에는 대리석과 화강암으로 장식된 벽면으로 구성되어 있다.

## 환승
사뵬롭스카야 역에서는 사뵬롭스키 역에서 모스크바 교외 철도를 이용할 수 있다. 세르푸홉스코 티미랴젭스카야 선의 사뵬롭스카야 역과 무료 환승이 가능하다. 두 철도역으로는 지하 대합실을 통해 역에 접근 가능하다.

## 같이 보기
- (러시아어) mos.ru 보관됨 2019-06-23 - 웨이백 머신
- (러시아어) stroi.mos.ru 보관됨 2019-06-23 - 웨이백 머신